# Lophophora diffusa
Lophophora diffusa (también conocido como peyote de Querétaro o peyote queretano) es una especie de la familia Cactaceae. Este cactus es endémico de México; zona sur del estado de Querétaro.

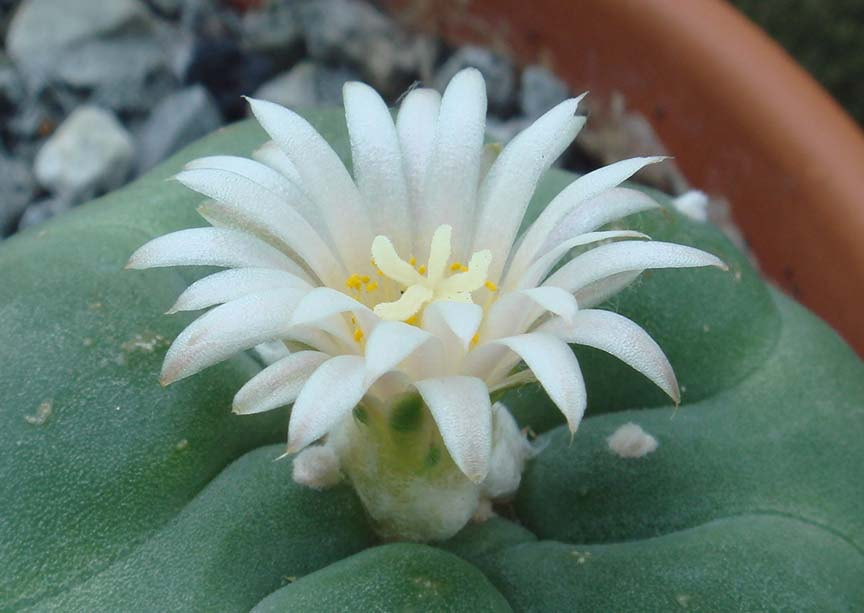
Detalle de la flor

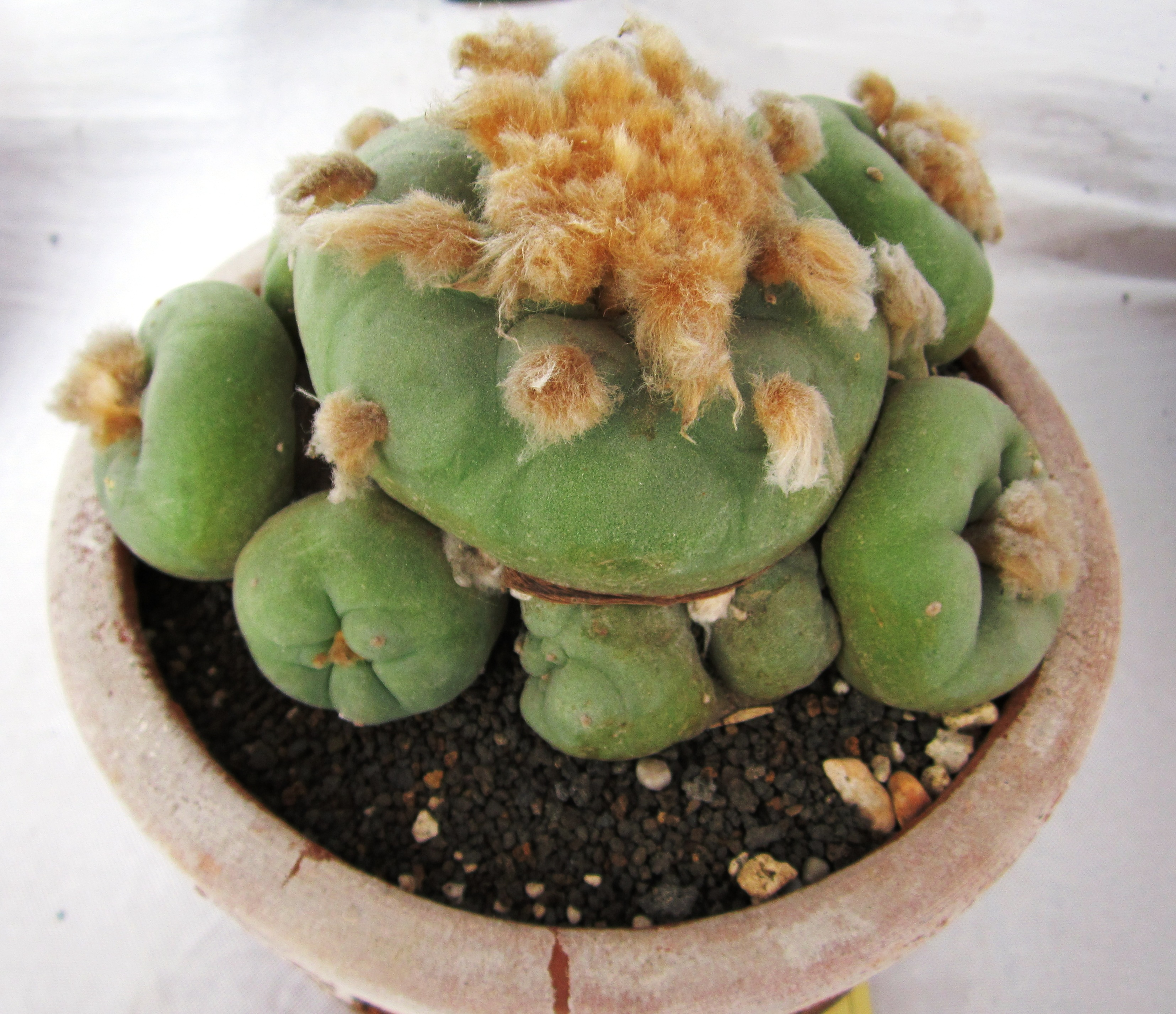
Vista de la planta

## Descripción
Son simples o cespitosas, formando grandes clones extendidos. Sus tallos son de aspecto rupícola, algo aplanado, de 2 a 7 cm de altura y de 5 a 12 cm de diámetro. De consistencia suave y suculenta de color verde amarillento. La especie presenta pequeñas areolas circundantes de 2 a 3 mm de diámetro
Las plantas son de color amarillo-verde, con costillas y surcos poco marcados. La raíz con forma de tubérculo no es muy profunda, pero es amplia y plana. Los mechones de cabello suelen ser distribuido de manera desigual. Las flores son generalmente de color blanquecino a blanco amarillento.

## Distribución
Lophophora diffusa tiene una distribución geográfica circunscrita al estado de Querétaro e Hidalgo. Se desarrolla como una población aislada y autoperturbada. L diffusa ocupa una porción de aproximadamente 775 km², en la depresión formada por el río Estórax, abarcando altitudes que varían entre los 1,000 y 2,000 m s. n. m. La distribución en el estado de hidalgo es apenas marginal, ya que se presenta muy cerca de la colindancia del estado de Querétaro.

### Ambiente
Lophophora diffusa se desarrolla en un clima seco semicálido.

## Propiedades
Esta especie contiene de cero a pequeñas cantidades de mescalina; la pellotina  es su principal alcaloide. 

## Taxonomía
Lophophora diffusa diffusa fue descrita por (Croizat) Helia Bravo Hollis y publicado en Cactáceas y Suculentas Mexicanas 12: 13, en el año 1967.
Etimología
Lophophora: nombre genérico que proviene del griego "lλοφος", que significa "cresta", y "φορεω", "traer", y se refiere a la lana que crece en sus areolas.
diffusa: epíteto latíno que se refiere a los tubérculos planos que son extendidos sin la planta que tiene nervios prominentes.
Sinonimia
- Lophophora echinata Croizat var. diffusa Croizat 1944
- Lophophora williamsii Coult. var.  diffusa Rowley 1979
- Lophophora diffusa Bravo var. koehresii Riha 1996
- Lophophora diffusa Bravo var. fricii Halda 1997
- Lophophora williamsii Coult. var. koehresii Grym 1997
- Lophophora diffusa subsp. viridescens Halda 1997
- Lophophora viridescens Halda 1997
- Lophophora diffusa Bravo var. kubesai  Halda, Kupcak et Malina
- Lophophora diffusa Bravo var. swobodaiana Halda, Kupcak et Malina
- Lophophora ziegleri Werdermann
- Lophophora ziegleriana Soulaire[3][4][5]